# Lunndörrstjärnarna (Ovikens socken, Jämtland, 698588-136608)
Lunndörrstjärnarna är en sjö i Bergs kommun i Jämtland och ingår i Ljungans huvudavrinningsområde. Sjön har en area på 0,086 kvadratkilometer och ligger 830,9 meter över havet.

## Delavrinningsområde
Lunndörrstjärnarna ingår i det delavrinningsområde (698829-136583) som SMHI kallar för Ovan 698502-136781. Medelhöjden är 949 meter över havet och ytan är 23,44 kvadratkilometer. Det finns inga avrinningsområden uppströms utan avrinningsområdet är högsta punkten. Lunndörrsån som avvattnar avrinningsområdet har biflödesordning 3, vilket innebär att vattnet flödar genom totalt 3 vattendrag innan det når havet efter 317 kilometer. Avrinningsområdet består mestadels av kalfjäll (100 procent). Avrinningsområdet har 0,09 kvadratkilometer vattenytor vilket ger det en sjöprocent på 0,4 procent.